# 金用鉉
金 用鉉（キム・ヨンヒョン、朝鮮語: 김용현、1913年または1914年2月18日 - 没年不詳）は、大韓民国の政治家。制憲韓国国会議員。
本貫は羅州金氏。第2代国会議員を務めた金用茂は兄。

## 経歴
全羅南道務安郡夢灘面出身。ソウル校洞国民学校（現・ソウル校洞初等学校）卒。ソウル中央中学校4年修了。中央大学法科卒。故郷で農業に従事した後、1948年の初代総選挙で国会議員に当選し、韓国民主党務安郡党委員長を務めた。
朝鮮戦争の際、北朝鮮に拉致され以後消息不明。